# Beaujeu-Saint-Vallier-Pierrejux-et-Quitteur
Beaujeu-Saint-Vallier-Pierrejux-et-Quitteur è un comune francese di 1 022 abitanti situato nel dipartimento dell'Alta Saona nella regione della Borgogna-Franca Contea.

## Società

### Evoluzione demografica
Abitanti censiti